# Пасторано (Казерта)
Пасторано (итал. Pastorano) је насеље у Италији у округу Казерта, региону Кампанија.
Према процени из 2011. у насељу је живело 2586 становника. Насеље се налази на надморској висини од 73 м.

## Становништво
| 1931. | 1936. | 1951. | 1961. | 1971. | 1981. | 1991. | 2001. | 2011. |
| ----- | ----- | ----- | ----- | ----- | ----- | ----- | ----- | ----- |
| 2.085 | 2.175 | 2.399 | 2.355 | 2.334 | 2.571 | 2.489 | 2.454 | 2.920 |